# 今川小路

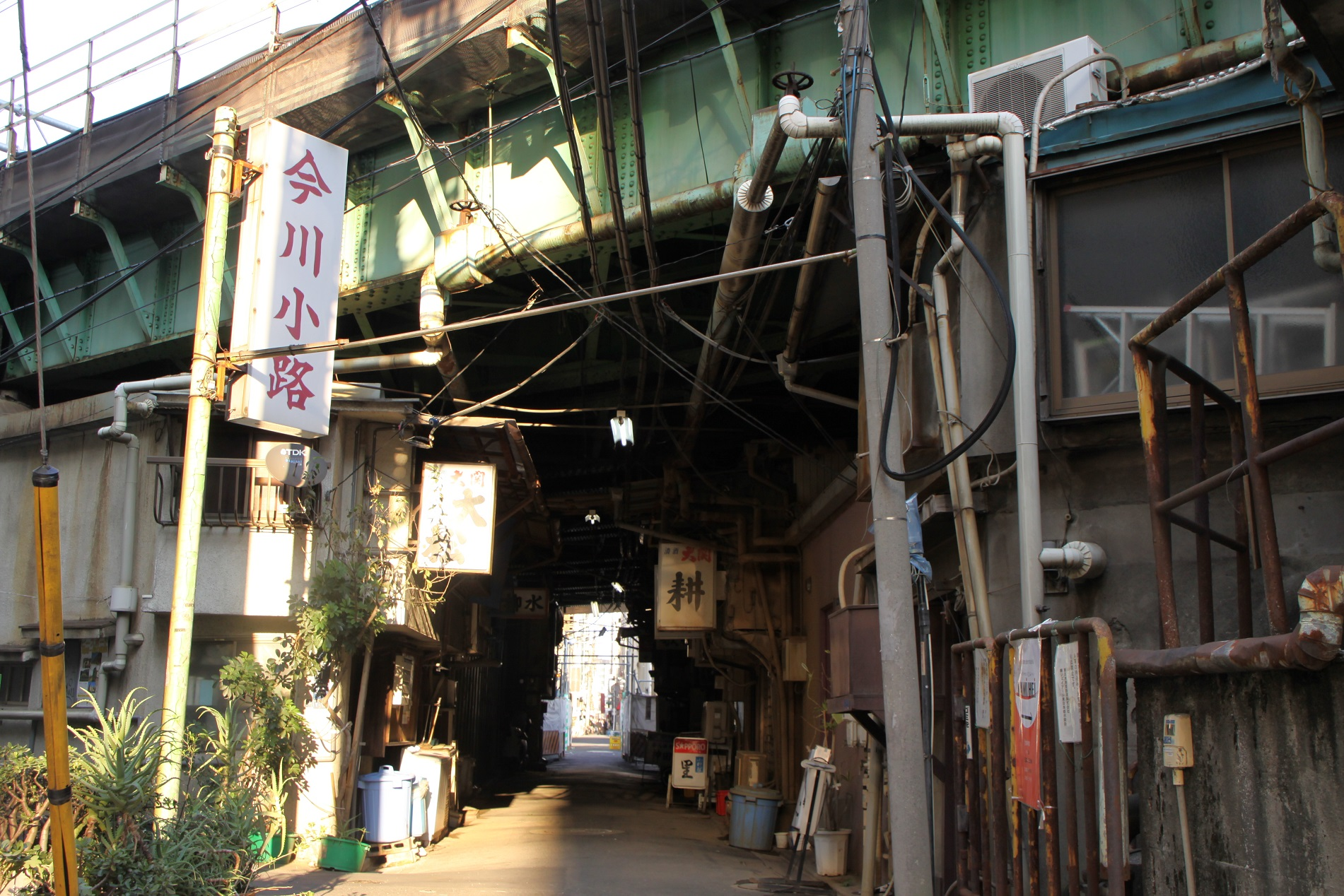
今川小路

今川小路（いまがわこうじ）は、東京都千代田区鍛冶町と中央区日本橋本石町にまたがって、かつて存在していた飲み屋街である。
神田駅からやや南の、東北新幹線などが通る線路の白旗橋ガード下、竜閑川を埋め立てた跡に立地。最盛期には居酒屋や焼肉店など16軒が並んでいた。2017年9月末、JR東日本による耐震補強工事に伴い、営業を終えた。同年10月頃に解体工事が始まり、2018年春までに全て解体された。
1951年（昭和26年）頃から神田駅前から移ってきた居酒屋などが立地したという。一部の飲食店は上野東京ライン建設に伴い解体されている。
昭和30年代を舞台とした映画作品や、NHK連続テレビ小説『あまちゃん』など映像作品に度々登場した。